# Арриги де Казанова, Жан-Тома
Жан-Тома (Жан Туссен) Арриги́ де Казанова герцог Падуанский (фр. Jean-Thomas Arrighi de Casanova) (8 марта 1778[…], Корте — 22 марта 1853[…], Париж) — генерал наполеоновской армии; троюродный брат Наполеона.

## Биография
Жан-Тома Арриги де Казанова родился на Корсике, в городе Корте 8 марта 1778 года, и был сыном Иасента Арриги де Казановы (фр. Hyacinthe Arrighi de Casanova), генерального королевского адвоката, а в будущем префекта департамента Корсика.
Молодой Арриги в 1787 году был принят в военную школу Ребе, недалеко от Мо, в качестве студента короля. Когда 9 сентября 1793 года военные школы были ликвидированы, его отправили в Пизанский университет. Именно здесь он закончил своё образование.
После изгнания англичан с Корсики, Арриги прибывает на остров, где встречает Жозефа Бонапарта, который берёт его с собой в Итальянскую армию. Сражается под началом Наполеона Бонапарта в звании лейтенанта свободной роты корсиканцев 75-й линейной полубригады. После заключения Леобенского мира в 1797 году он перешел в штаб в качестве помощника полковника штаба. Затем в качестве секретаря посольства находился в Парме и Риме.
В 1798 году он участвовал в Египетской экспедиции, после битвы у Пирамид был назначен адъютантом генерала Бертье; в Сирии был сильно ранен во время сражения при Сен-Жан д'Акр. За это дело он был награждён почётной саблей.
По возвращении из Египта Арриги в рядах 1-го драгунского полка храбро сражался при Маренго. 3 ноября 1801 года назначен командиром эскадрона 1-го драгунского полка. 31 августа 1803 года произведён в полковники, и поставлен во главе 1-го драгунского полка.
Принимал с полком участие в кампании 1805 года. Отличился в бою под Вертингеном, где помимо своего полка, возглавлял 2-й драгунский. Действуя во главе колонны дивизии генерала Клейна, обошёл позиции врага и захватил со своими спешившимися драгунами деревню, после чего атаковал тылы неприятеля, разбил два полка австрийских кирасир и заставил сложить оружие венгерский гренадерский батальон, а также захватил 6 пушек. Хотя в сражении он получил несколько серьёзных ранений, и под ним были убиты две лошади, он не покинул поле битвы до полной победы. Офицеры, унтер-офицеры и драгуны вручили ему почётный палаш, на котором было изображено это блестящее действие с почётной надписью. За мужество, проявленное в данном сражении был награждён орденом Почётного легиона. 13 декабря 1805 года был назначен комендантом Аугсбурга.
После того, как драгуны хорошо проявили себя в ходе Австрийской кампании 1805 года, Наполеон решил создать полк драгун в составе Императорской гвардии. Командование новообразованным формированием он поручил Арриги. Участвовал в Прусской кампании 1807 года и сражался при Фридланде. За отличие получил чин бригадного генерала.
В 1809 году, командуя бригадой гвардейских драгун, Арриги отличился под Эсслингом и был произведён в дивизионные генералы. 25 мая он получил в командование 3-ю дивизию тяжёлой кавалерии. В сражении под Ваграмом со своими кавалеристами оказал значительную поддержку пехотным дивизиям. 23 июля 1809 года Арриги был назначен генеральным инспектором кавалерии.
В 1812 году Наполеон поручил ему командовать обороной берегов Франции и формировать резервы для Великой армии.
В кампании 1813 года Арриги командовал III кавалерийским корпусом. Наполеон, однако, решил, что Арриги недостаточно способен, чтобы командовать крупными кавалерийскими массами и назначил его вначале генерал-инспектором этапов, а затем - военным губернатором Лейпцига. Спустя некоторое время Арриги снова вернулся к командованию корпусом и участвовал в сражении при Денневице, где сумел нейтрализовать атаки прусских и шведских войск, там самым обеспечив благополучное отступление маршала Нея. В Битве народов под Лейпцигом корпус Арриги, увлёкшись погоней за донскими казаками, был внезапно атакован четырьмя гусарскими полками Блюхера и был вынужден отступить под защиту городских стен.
В кампанию 1814 года Арриги участвовал в сражениях при Ножане и Лаоне, а также при обороне Парижа, где под ним была убита лошадь.
В 1815 году он был возведён Наполеоном в пэры Франции и назначен губернатором на Корсику, но после поражения Наполеона при Ватерлоо изгнан из Франции, жил в Ломбардии. Несмотря на амнистию 1820 года вернулся во Францию лишь в 1848 году, когда был избран представителем от Корсики. С 1852 года был сенатором и директором дома Инвалидов.
Умер 22 марта 1853 года в Париже. Впоследствии имя Арриги де Казановы было выбито на Триумфальной арке в Париже.
Его сын, Луи Арриги де Казанова, был министром внутренних дел при Наполеоне III.

## Воинские звания
- Младший лейтенант (30 ноября 1796 года);
- Лейтенант (26 декабря 1796 года);
- Капитан (12 августа 1798 года, утверждён в чине 17 марта 1799  года);
- Командир эскадрона (11 октября 1800 года);
- Полковник (31 августа 1803 года);
- Бригадный генерал (25 июня 1807 года);
- Дивизионный генерал (22 мая 1809 года, утверждён 25 мая 1809 года).

## Титулы

Герб герцога

- Герб герцога Герцог Падуанский (фр. duc de Padoue et de l'Empire; декрет от 19 марта 1808 года, патент подтверждён 24 апреля 1808 года в Байонне)[4][5].

## Награды
- Почётная сабля (1799).

 Легионер ордена Почётного легиона (11 декабря 1803 года)
 Офицер ордена Почётного легиона (14 июня 1804 года)
 Коммандан ордена Почётного легиона (25 декабря 1805 года)
 Кавалер баварского военного ордена Максимилиана Иосифа (24 марта 1806 года)
 Большой крест ордена Воссоединения (3 апреля 1813 года)
 Командор ордена Железной короны (1813 год)
 Кавалер военного ордена Святого Людовика (1814 год)
 Великий офицер ордена Почётного легиона (19 мая 1849 года)
 Большой крест ордена Почётного легиона (12 декабря 1851 года)

## Комментарии
1. ↑  Их матери — Мария Антуанетта Беньелли и Летиция Рамолино — были двоюродными сёстрами[3].